# Чемпионат Кыргызстана по хоккею с шайбой
Чемпионат Кыргызстана по хоккею — национальное соревнование среди мужчин по хоккею с шайбой в Кыргызстане. В нём участвуют несколько (до 6) любительских клубов. Турнир обычно проходит в течение нескольких дней в Бишкеке. В связи с любительским статусом нередки крупные результаты: так в 2011 году «Горняк» в финале обыграл прошлогоднего чемпиона «Хан-Тенгри» со счётом 15-2.

## Чемпионы
- 2008 «Нарын» (Нарын)
- 2009 «Дордой Ала-Тоо» (Нарын)
- 2010 «Хан-Тенгри» (Бишкек)[1]
- 2011 «Горняк» (п.Ак-Тюз Кеминского района Чуйской области)
- 2012 «Арстан» (Бишкек)[2]

## Участники чемпионата 2012/13 года
- «Арстан» (Бишкек)
- «Дордой Ала-Тоо» (Нарын)
- «Хан-Тенгри» (Бишкек)
- «Жумгал-Шортон» (с.Чаек Жумгальского района Нарынской области)
- «Ормон Хан» (Чолпон-Ата)